# Зона вільної торгівлі СНД
Зона вільної торгівлі СНД, ЗВТ СНД (рос. Зона свободной торговли СНГ, ЗСТ СНГ) — угода держав СНД, які підписали в 2011 році Договір про зону вільної торгівлі.
16 грудня 2015 року Росія призупинення з 1 січня 2016 року дії договору про зону вільної торгівлі щодо України. У відповідь, 2 січня 2016 року, Україна на рік скасувала торгові преференції щодо товарів з Росії. 1 листопада 2022 року після широкомасштабного російського вторгнення в Україну, Кабінет Міністрів України повідомив про початок підготовки законопроєкту про денонсацію Договору про зону вільної торгівлі СНД.

## Учасники
Договір про ЗВТ СНД вступив чинності 20 вересня 2012 року в відносинах між Білоруссю, Росією та Україною — першими трьома країнами, такими, що виконали його ратифікацію. Решта п'ять державі, яка підписала договір держав приєднуються до зони вільної торгівлі в установленому договором порядку після завершення внутрішньодержавних процедур і отримання депозитарієм відповідних документів. Три країни-учасниці СНД залишили за собою право приєднатися до договору про зону вільної торгівлі пізніше.
31 травня 2013 року підписано протокол про застосування договору про зону вільної торгівлі між його сторонами і Республікою Узбекистан. Протокол набув чинності 16 травня 2014 року, після закінчення 30 днів з дати отримання депозитарієм повідомлень від Республіки Узбекистан і не менше двох сторін договору про виконання ними належних внутрішньодержавних процедур.

Повний список країн, які підписали або зберігають право підписати договір, наведено нижче. 
| Долучилися до ЗВТ - Вірменія - Білорусь - Казахстан - Киргизстан - Молдова - Росія (з 1 січня 2016 року не діє щодо України) - Таджикистан - Україна (з 2 січня 2016 року не діє відносно Росії) |  | Приєднання в особливому порядку (окремий протокол до договору) - Узбекистан |  | Не підписали - Азербайджан - Туркменістан |

## Мета створення
1. Завершення введення повномасштабного режиму вільної торгівлі.
2. Лібералізація умов і подальший розвиток взаємної торгівлі, скасування чинних обмежень і вилучень з режиму вільної торгівлі, в тому числі що стосуються імпорту сировини та експорту готової продукції, з метою забезпечення вільного доступу товарів національних виробників на ринки держав-учасниць СНД.
3. Розробка узгодженої лінії щодо використання енергетичних ресурсів та транспортних послуг, розвиток спільних ринків окремих видів продукції, в першу чергу сільськогосподарської продукції.
4. Розвиток взаємодії в галузі транспорту, в тому числі формування мережі міжнародних транспортних коридорів на просторі СНД.
5. Підвищення ефективності тарифної політики та усунення впливу на національному рівні фіскально-адміністративних бар'єрів при здійсненні міжнародних вантажних перевезень та ін.

## Історія створення

### Перші кроки: 1993-1998[11]
24 вересня 1993 року підписано Договір про створення Економічного союзу, в якому була закладена ідея формування багатосторонньої зони вільної торгівлі в СНД. Створення ЗВТ розглядалася в якості першого етапу створення єдиного економічного простору. Малося на увазі, що ЗВТ дозволить зняти численні торгові бар'єри, буде стимулювати збільшення товарообігу і створить передумови для сталого економічного зростання Росії і інших країн СНД.
15 квітня 1994 року президенти Азербайджану, Вірменії, Білорусії, Грузії, Казахстану, Киргизії, Молдови, Росії, Таджикистану, Узбекистану та України підписали Угоду про зону вільної торгівлі (ЗВТ). Угода про ЗВТ є багатосторонню договірно-правову базу регіональної торгівлі на преференційних умовах. В рамках ЗВТ державами повинна здійснюватися безмитна торгівля, скасовуються тарифні і нетарифні обмеження у взаємній торгівлі з метою забезпечення своїх інтересів в розширенні економічних зв'язків, безкризового розвитку економіки. Однак багатосторонній режим вільної торгівлі введений не був. Учасники Угоди, включаючи Росію, так і не приступили до узгодження загального переліку вилучень з режиму вільної торгівлі, який відповідно до умов цього міжнародного договору повинен був стати його складовою частиною.
У взаємовідносинах між Росією і партнерами по Співдружності продовжував діяти режим вільної торгівлі. Він був зафіксований в двосторонніх угодах про вільну торгівлю, укладених в 1992-1993 роки з усіма країнами СНД (двосторонні угоди про вільну торгівлю також були укладені між собою рядом інших держав Співдружності).

### Поновлення переговорів: 1999-2002[11]
2 квітня 1999 року в Москві було підписано Протокол про зміни та доповнення до Угоди про ЗВТ — рамковий документ, який повинен був бути адаптований до законодавства кожної держави. Протокол підписали президенти Азербайджану, Вірменії, Білорусії, Грузії, Казахстану, Киргизії, Молдавії, Росії, Таджикистану, Узбекистану та України. Згідно з Протоколом, натомість діяв в СНД двостороннього режиму вільної торгівлі вводився багатосторонній, скасовувалися всі мита, а також податки і збори, що мають еквівалентну дію, і кількісні обмеження на ввезення і (або) вивезення товарів у взаємній торгівлі держав-учасниць ЗВТ.
21 червня 2000 року Рада глав держав СНД схвалила план-графік реалізації Пропозицій щодо формування та функціонування зони вільної торгівлі:
- Виконання внутрішньодержавних процедур щодо введення в дію підписаних основоположних документів, що регламентують функціонування зони вільної торгівлі.
- Підготовка конкретних пропозицій, включно з розробкою додаткових міждержавних нормативно-правових актів функціонування зони вільної торгівлі.
- Інформаційне забезпечення формування і функціонування зони вільної торгівлі.

20 червня 2000 року Рада глав урядів СНД затвердив план заходів щодо реалізації Програми дій з розвитку Співдружності Незалежних Держав на період до 2005 року:
- Підготовка і підписання низки міжурядових угод і документів, які сприятимуть створенню умов для вільного руху послуг, фінансового і людського капіталів, забезпечення вільного транзиту, вирішення проблеми неплатежів, ефективного функціонування транспортних коридорів.
- Формування окремих найважливіших сегментів зони вільної торгівлі - приватного підприємництва, багатосторонньої виробничої кооперації, інвестиційної співпраці.
- Розвиток ринків окремих видів продукції.
- Спільна участь у реалізації великих економічних проєктів.
- Підвищення конкурентоспроможності продукції і ін.

У наступні роки Рада глав держав СНД і Рада глав урядів СНД неодноразово приймали документи, спрямовані на розвиток ЗВТ, проте в повній мірі режим вільної торгівлі не був введений.

### Розробка документів: 2003-2011[11]

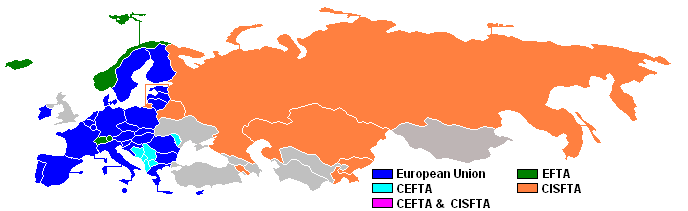
Зони вільної торгівлі в Європі; ЄС, ЄАВТ, ЦЕАВТ, ЗВТ СНГ

19 вересня 2003 року рішенням Ради глав держав СНД про завершення формування зони вільної торгівлі і розвитку взаємодії держав-учасниць СНД в економічній сфері було затверджено План реалізації найважливіших заходів, спрямованих на розвиток і підвищення ефективности взаємодії держав-учасниць СНД в економічній сфері в 2003-2010 роках, що складається з 10 розділів і охоплює всі основні напрямки діяльності в економічній сфері. Заходи Плану спрямовані на поетапне усунення бар'єрів у взаємній торгівлі, створення ефективної платіжно-розрахункової системи, формування відповідної правової бази, що дозволяє забезпечити добросовісну конкуренцію на національних ринках.
26 серпня 2005 року в Казані пройшов саміт, який поклав початок чергового етапу реформування Співдружности.
5 жовтня 2007 року Радою глав держав СНД було схвалено Концепцію подальшого розвитку Співдружности Незалежних Держав і затверджений План основних заходів щодо реалізації даної Концепції. При цьому в економічній сфері основна роль повинна відводитися діяльності за такими пріоритетними напрямками:
- Завершення введення повномасштабного режиму вільної торгівлі.
- Лібералізація умов і подальший розвиток взаємної торгівлі, скасування чинних обмежень і вилучень з режиму вільної торгівлі, в тому числі що стосуються імпорту сировини та експорту готової продукції, з метою забезпечення вільного доступу товарів національних виробників на ринки держав - учасниць СНД.
- Розробка узгодженої лінії щодо використання енергетичних ресурсів та транспортних послуг, розвиток спільних ринків окремих видів продукції, в першу чергу сільськогосподарської продукції.
- Розвиток взаємодії в галузі транспорту, в тому числі формування мережі міжнародних транспортних коридорів на просторі СНД.
- Підвищення ефективності тарифної політики та усунення впливу на національному рівні фіскально-адміністративних бар'єрів при здійсненні міжнародних вантажних перевезень та ін.

У листопаді 2008 року глави урядів СНД затвердили Стратегію економічного розвитку Співдружності до 2020 року. Серед пріоритетних напрямків розвитку взаємодії держав - учасниць СНД в прийнятій стратегії — завершення формування і функціонування зони вільної торгівлі в рамках СНД відповідно до норм і правил Світової організації торгівлі, формування передумов для створення загального економічного простору, розвиток спільних ринків окремих видів продукції, в першу чергу сільськогосподарської, створення ефективних механізмів валютно-фінансового співробітництва.
4 березня 2009 року Мінекономрозвитку Росії повідомило, що робоча група експертів держав - учасниць СНД проведе перше засідання за проєктом договору про зону вільної торгівлі країн СНД до кінця квітня 2009 року. Таке рішення прийняли експерти семи держав - учасниць СНД на нараді у Виконкомі СНД: Республіки Вірменія, Республіки Білорусь, Киргизької Республіки, Республіки Молдова, Російської Федерації, Республіки Узбекистан і України. Нарада була присвячена питанню розгляду проєкту договору про зону вільної торгівлі, підготовленого відповідно до Плану основних заходів щодо реалізації Концепції подальшого розвитку СНД.
Росія представила експертам країн СНД свій проєкт нового багатостороннього договору про зону вільної торгівлі. Росія запропонувала замінити двосторонні угоди між країнами СНД одним багатостороннім - про зону вільної торгівлі. В той момент діяло близько 110 угод про взаємну торгівлю між різними країнами СНД, що створювало незручності і приводило в результаті до різних дискримінаційним наслідків в торгівлі.
18 жовтня 2011 року в Санкт-Петербурзі за підсумками засідання ради глав урядів країн співдружности було підписано Договір про зону вільної торгівлі. Договір включає спрощення правових основ торгово-економічних відносин між підписантами його країнами, заміну цілого ряду багатосторонніх і близько 100 двосторонніх документів, що регламентують режим вільної торгівлі на просторі співдружності.
«Ми домовилися про підписання договору про зону вільної торгівлі в рамках СНД. Це фундаментальний договір, який буде лежати в основі торгово-економічних відносин наших країн».— прокоментував укладення угоди російський прем'єр Володимир Путін.
«Торгових воєн тепер не буде. Раніше торговельні війни виникали через дисбаланс: деякі країни вже перейшли до третього етапу інтеграції, створивши Митний союз і беручи участь в Єдиному економічному просторі, — тоді як Україна відставала за темпами інтеграції.»
— Уповноважений Кабінету Міністрів України щодо співпраці з РФ, країнами СНД і Євразійського економічного співтовариства Валерій Мунтіян.
Договір, проєкт якого був розроблений російським Міністерством економічного розвитку, передбачає «зведення до мінімуму винятків з номенклатури товарів, до яких застосовуються імпортні мита», експортні мита повинні бути зафіксовані на певному рівні, а згодом поетапно скасовані. Договір замінив більше ста двосторонніх документів, що регламентують режим вільної торгівлі на просторі співдружности.
«Вільна торгівля - це торгівля без імпортних тарифів і без кількісних обмежень, за винятком суворо визначених випадків, коли вони можуть вводитися. Відмінність від нинішньої системи, яка в СНД склалася за 20 років, полягає в тому, що ми перейшли від двосторонніх угод до одного багатосторонньої угоди.»— пояснює відповідальний секретар комісії Митного союзу С. Ю. Глазьєв.

## Учасники

### Ратифікація договору
Наведені нижче таблиця ілюструє проходження договором про ЗВТ внутрішньодержавних процедур в восьми країнах, які її підписали. Договір набуває чинності після закінчення 30 днів з дати отримання депозитарієм третього повідомлення про ратифікацію. У Росії закон про ратифікацію цього документа був підписаний президентом країни 1 квітня 2012 року; в Білорусі — 26 травня 2012 року. Третьою країною, яка ратифікувала договір, стала Україна 9 серпня 2012 року. Таким чином, зона вільної торгівлі між Білоруссю, Україною і Росією заробила 20 вересня 2012 року. У відносинах з країнами, такими, що виконали внутрішньодержавні процедури пізніше, договір набуде чинності після закінчення 30 днів з дати отримання депозитарієм відповідних документів.
| Країна      | Рішення ухвалено  | Інститут             | In favour    | Against      | УТР          | НГ           | Набрання чинності | Джерело       |
| ----------- | ----------------- | -------------------- | ------------ | ------------ | ------------ | ------------ | ----------------- | ------------- |
| Вірменія    | 11 вересня 2012   | Національні збори    | 97           | 2            | 7            | 25           | 17 жовтня 2012    | [ 20 ]        |
| Вірменія    | Президент         |                      |              |              |              |              | 17 жовтня 2012    |               |
| Білорусь    | 19 квітня 2012    | Палата представників | н/д          | н/д          | н/д          | н/д          | 20 вересня 2012   | [ 21 ]        |
| Білорусь    | 8 травня 2012     | Рада Республіки      | н/д          | н/д          | н/д          | н/д          | 20 вересня 2012   | [ 22 ]        |
| Білорусь    | 26 травня 2012    | Президент            | підписав     | підписав     | підписав     | підписав     | 20 вересня 2012   | [ 18 ]        |
| Казахстан   | 26 вересня 2012   | Мажиліс              | н/д          | н/д          | н/д          | н/д          | 8 грудня 2012     | [ 23 ] [ 24 ] |
| Казахстан   | 4 жовтня 2012     | Сенат                | н/д          | н/д          | н/д          | н/д          | 8 грудня 2012     | [ 25 ]        |
| Казахстан   | 25 жовтня 2012    | Президент            | підписав     | підписав     | підписав     | підписав     | 8 грудня 2012     | [ 26 ]        |
| Киргизстан  | 14 листопада 2013 | Жогорку Кенеш        | 62           | 0            | 0            | 58           | 12 січня 2014     | [ 27 ]        |
| Киргизстан  | 9 грудня 2013     | Президент            | підписав     | підписав     | підписав     | підписав     | 12 січня 2014     |               |
| Молдова     | 27 вересня 2012   | Парламент            | 96           | 0            | 0            | 5            | 9 грудня 2012     | [ 28 ]        |
| Молдова     | 25 жовтня 2012    | Президент            | промульгував | промульгував | промульгував | промульгував | 9 грудня 2012     | [ 29 ]        |
| Росія       | 20 березня 2012   | Державна дума        | 444          | 0            | 0            | 6            | 20 вересня 2012   | [ 30 ]        |
| Росія       | 28 березня 2012   | Рада Федерації       | 134          | 0            | 0            | 32           | 20 вересня 2012   | [ 31 ]        |
| Росія       | 1 квітня 2012     | Президент            | підписав     | підписав     | підписав     | підписав     | 20 вересня 2012   | [ 17 ]        |
| Таджикистан | 24 грудня 2015    | Меджліс Олі          |              |              |              |              | 19 березня 2016   |               |
| Таджикистан | Меджліс Олі       |                      |              |              |              |              | 19 березня 2016   |               |
| Таджикистан | Президент         |                      |              |              |              |              | 19 березня 2016   |               |
| Україна     | 30 липня 2012     | Верховна Рада        | 260          | 1            | 2            | 187          | 20 вересня 2012   | [ 32 ]        |
| Україна     | 9 серпня 2012     | Президент            | підписав     | підписав     | підписав     | підписав     | 20 вересня 2012   | [ 19 ]        |

### Перспективи поглиблення інтеграції
Держави-учасниці СНД, які ратифікували договір про створення зони вільної торгівлі, заявили про намір після вступу документа в силу розробити угоду про вільну торгівлю послугами в рамках Співдружності.

### Взаємне призупинення дії договору про ЗВТ між Росією і Україною
16 грудня 2015 року президент Російської Федерації Володимир Путін підписав указ про призупинення з 1 січня 2016 року дії договору про зону вільної торгівлі щодо України «у зв'язку з винятковими обставинами, що зачіпають інтереси і економічну безпеку Російської Федерації і вимагають вживання невідкладних заходів». Указ набрав чинності з дня його підписання. У відповідь, 2 січня 2016 року, Україна ввела в дію постанова Кабінету міністрів України від 30 грудня 2015 року №1146, яким на рік скасувала торгові преференції щодо товарів з Росії. 29 червня президент Володимир Путін підписав указ про продовження російських контрсанкцій до кінця грудня 2017 року. 1 липня прем'єр-міністр Дмитро Медведєв продовжив дію російського продембарго до 31 грудня 2017 року.